# 27
Évszázadok: i. e. 1. század – 1. század – 2. század
Évtizedek: i. e. 20-as évek – i. e. 10-es évek – i. e. 1-es évek – 1-es évek – 10-es évek – 20-as évek – 30-as évek – 40-es évek – 50-es évek – 60-as évek – 70-es évek
Évek: 22 – 23 – 24 – 25 –  26 – 27 – 28 – 29 – 30 – 31 – 32

## Események

### Római Birodalom
- Lucius Calpurnius Pisót (helyettese júliustól Publius Cornelius Lentulus) és Marcus Licinius Crassus Frugit (helyettese Caius Sallustius Passienus Crispus) választják consulnak.
- A Róma melletti Fidenaeban összeomlik egy sietősen, olcsón felhúzott amfiteátrum és a katasztrófa 20 ezer (Tacitus szerint 50 ezer) áldozatot követel.
- Tűzvész pusztít Rómában, a Caelius domb házai teljesen leégnek. A nép követelésére Tiberius elhagyja Caprit hogy meglátogassa a katasztrófák helyszínét, de Rómába nem lép be.
- A császár kegyence, Seianus letartóztatja és házi őrizetbe helyezteti legfőbb ellenlábasát, Agrippinát (Augustus unokáját és Tiberius menyét).
- Caprin elkészül a Tiberius által építtetett tizenkét villa közül a legnagyobb, a Villa Jovis.

### Kína
- Kuang Vu császár bekeríti a vörös szemöldökűek kiéhezett, kimerült csapatait, azok pedig megadják magukat. A császár a fegyverletételért cserébe megkegyelmez nekik és 17 éves bábcsászárjukat, a tényleges hatalom nélküli Liu Pen-cét is szabadon engedi. A parasztfelkelés véget ér. A következő évek a zavaros helyzetet kihasználó helyi kiskirályok, trónkövetelők leverésével telnek.

## Születések
- II. Heródes Agrippa, júdeai király
- Petronius, római író
- Vang Csung, kínai filozófus és csillagász

## Fordítás
- Ez a szócikk részben vagy egészben  a(z)   27 című francia Wikipédia-szócikk ezen változatának fordításán alapul.  Az eredeti cikk szerkesztőit annak laptörténete sorolja fel. Ez a jelzés csupán a megfogalmazás eredetét és a szerzői jogokat jelzi, nem szolgál a cikkben szereplő információk forrásmegjelöléseként.